# Балатонфюред
Балатонфюред (венг. Balatonfüred) — город в юго-западной Венгрии, расположенный в северо-восточной части Балатона. Крупнейший населённый пункт северного берега озера, известный курорт. Название города происходит, по одной версии, от слова fürdo (купальня), по другой, от слова fürj (перепел). Неформально имя города часто сокращают до «Фюред».
Население Балатонфюреда по данным на 1 января 2014 года — 13 306 человек.

## География и транспорт
Город расположен примерно в 130 километрах к юго-западу от Будапешта и в 20 километрах к югу от Веспрема. Через город проходят железная и автомобильная дороги, идущие вдоль всего северного берега озера вплоть до Кестхея и связывающие город с Веспремом, Будапештом и другими венгерскими городами. Балатонфюред связан регулярным автобусным и железнодорожным сообщением с Будапештом и соседними городами. Время пути на поезде до Будапешта — 2,5—3 часа.
В городе есть пристань, на которой швартуются как прогулочные суда, так и выполняющие регулярные рейсы по озеру.

## История
См. также История Балатона, История Венгрии
Целебные источники минеральной воды около города были известны ещё в римскую эпоху, однако курортная слава к городу пришла в конце XVIII века, официально статус курорта был получен в 1772 году. Первый гостевой дом рядом с целебными источниками был построен в 1730 г. до конца XVII в. это были скромные комнаты с корчмой на первом этаже. Сначала отдыхающих привлекала минеральная вода, затем в моду вошли купания на озере. В 1846 году из гавани Балатонфюреда вышел первый пароход на Балатоне.

## Санаторно-курортное значение
Основным профилем санаториев Балатонфюреда является кардиология. Славу курорту принесли целебные источники минеральной воды. Низкоминерализованные углекислые сульфатно-гидрокарбонатные кальциево-магниевые воды (содержание свободной углекислоты около 1,3 г/л; температура 14—15 °C), используются для питьевого лечения, ванн и других процедур. Крупнейшее лечебное учреждение города — Государственный кардиологический госпиталь, где проходят реабилитацию больные, перенёсшие операции на сердце или инфаркты. Целебные воды помогают и при заболеваниях желудка, кишечника, печени и желчевыводящих путей а также сахарном диабете.

## Население
| Год  | Численность | Численность |
| ---- | ----------- | ----------- |
| 2013 | 13 313      | [ 4 ]       |
| 2014 | 13 306      | [ 5 ]       |
| 2018 | 12 923      | [ 6 ]       |
| 2021 | 12 966      | [ 7 ]       |
| 2022 | 12 361      | [ 8 ]       |
| 2023 | 13 053      | [ 9 ]       |
| 2024 | 12 925      | [ 1 ]       |

## Достопримечательности
На центральной площади Балатонфюреда, которая называется площадь Дьодь (площадь здоровья), в 1800 году был построен питьевой бювет имени Лайоша Кошута, в котором до сих пор пьют воду курортники. Самые старые источники сосредоточены около Государственной кардиологической клиники. Один из источников неподалёку от клиники до сих пор носит название сыворотки — его воду смешивали с молоком овец и использовали для лечения заболеваний органов дыхания. Вдоль побережья Балатона тянется аллея Рабиндраната Тагора, названная в честь индийского поэта, после того как он в 1926 г. посадил липу у променада Колос. На аллее также находятся скульптуры и мемориальные доски в честь прочих именитых курортников.
Почти все дома Старого города находятся под охраной как памятники архитектуры (барокко, классика). Старинные особняки и виллы, многочисленные скульптуры в парках и обилие цветов — своеобразная визитная карточка этого города.
- Дом семьи Хорват. Находится на площади Дьодь, построен в XVIII веке в стиле позднего барокко.
- Вилла Луизы Блахи. Луиза Блаха — знаменитая венгерская певица и актриса, проводила лето в Балатонфюреде в 1893—1916 годах.
- Музей Мора Йокаи. Располагается в вилле конца XIX века, посвящён писателю Мору Йокаи.

## Экономика
В окрестностях города расположено сборочное производство компании Sennebogen.

## Города-побратимы
- Арпино, Италия
- Гермеринг, Германия
- Кастрикюм, Нидерланды
- Ковасна, Румыния
- Коувола, Финляндия
- Опатия, Хорватия